# Lumban Julu
Lumban Julu is een bestuurslaag in het regentschap Tapanuli Utara van de provincie Noord-Sumatra, Indonesië. Lumban Julu telt 613 inwoners (volkstelling 2010).